# Cantó de Mennecy
El cantó de Mennecy és un cantó francès del departament d'Essonne, situat al districte d'Évry i al districte d'Étampes. Des del 2015 té 28 municipis i el cap és Mennecy.

## Municipis
- Auvernaux
- Ballancourt-sur-Essonne
- Baulne
- Boigneville
- Boutigny-sur-Essonne
- Buno-Bonnevaux
- Champcueil
- Chevannes
- Le Coudray-Montceaux
- Courances
- Courdimanche-sur-Essonne
- Dannemois
- La Ferté-Alais
- Fontenay-le-Vicomte
- Gironville-sur-Essonne
- Guigneville-sur-Essonne
- Itteville
- Maisse
- Mennecy
- Milly-la-Forêt
- Moigny-sur-École
- Mondeville
- Nainville-les-Roches
- Oncy-sur-École
- Ormoy
- Prunay-sur-Essonne
- Soisy-sur-École
- Videlles

## Història
| Data d'elecció                           | Identitat           | Partit                       | Qualitat |
| ---------------------------------------- | ------------------- | ---------------------------- | -------- |
| 1967-1988                                | Jean-Jacques Robert | divers droite, després RPR   |          |
| 1988-1999                                | Xavier Dugoin       | RPR                          |          |
| 1999-2001                                | Élizabeth Doussain  | PS                           |          |
| 2001-                                    | Patrick Imbert      | UDF, després UMP, després PR |          |
| les dades anteriors no són pas conegudes |                     |                              |          |
|                                          |                     |                              |          |

## Demografia
| A partir de 1990: Població sense dobles comptes |